# Денежный знак

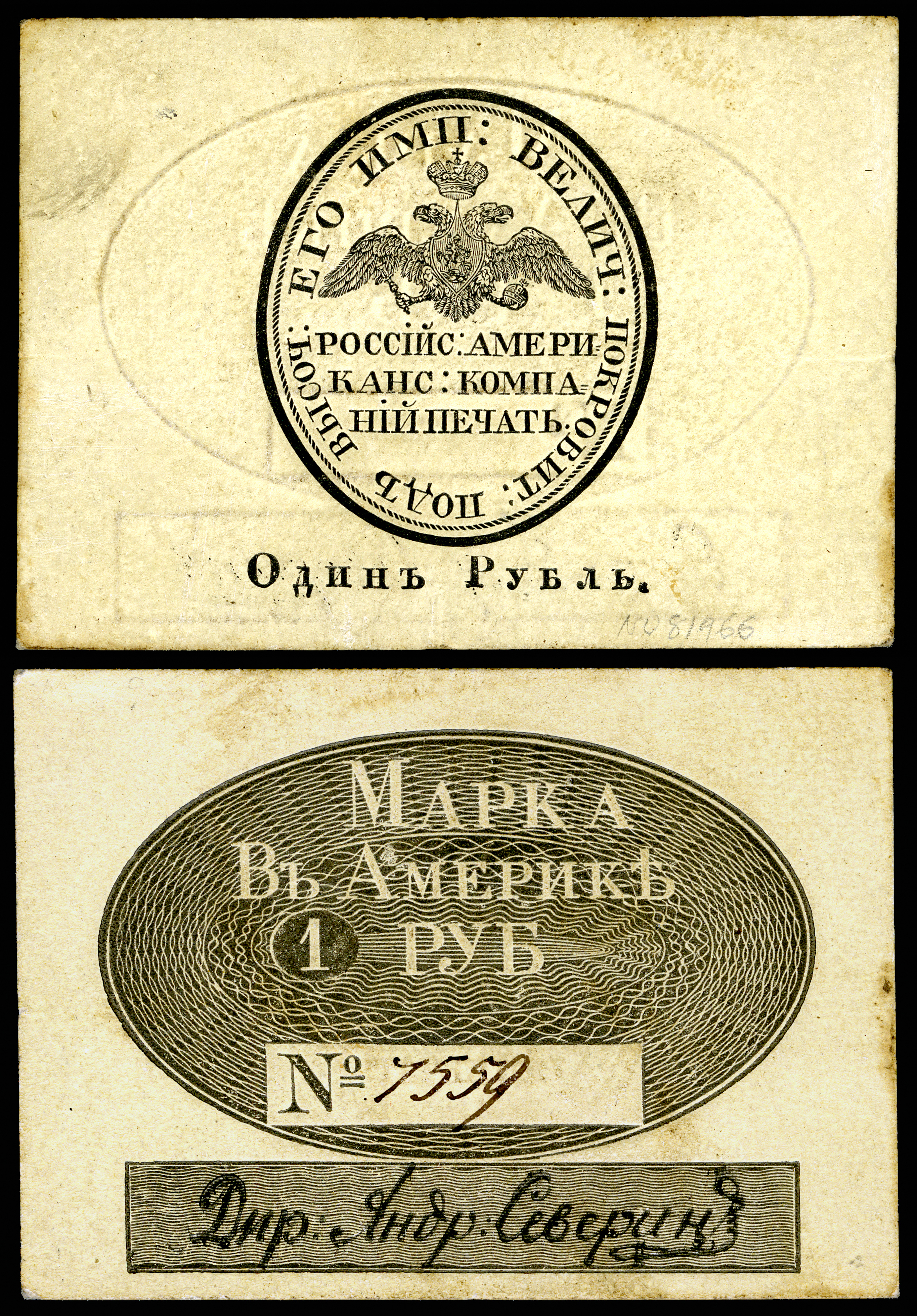
Пергаментный сертификат Российско-американской компании (1 рубль), 1826-1858 гг

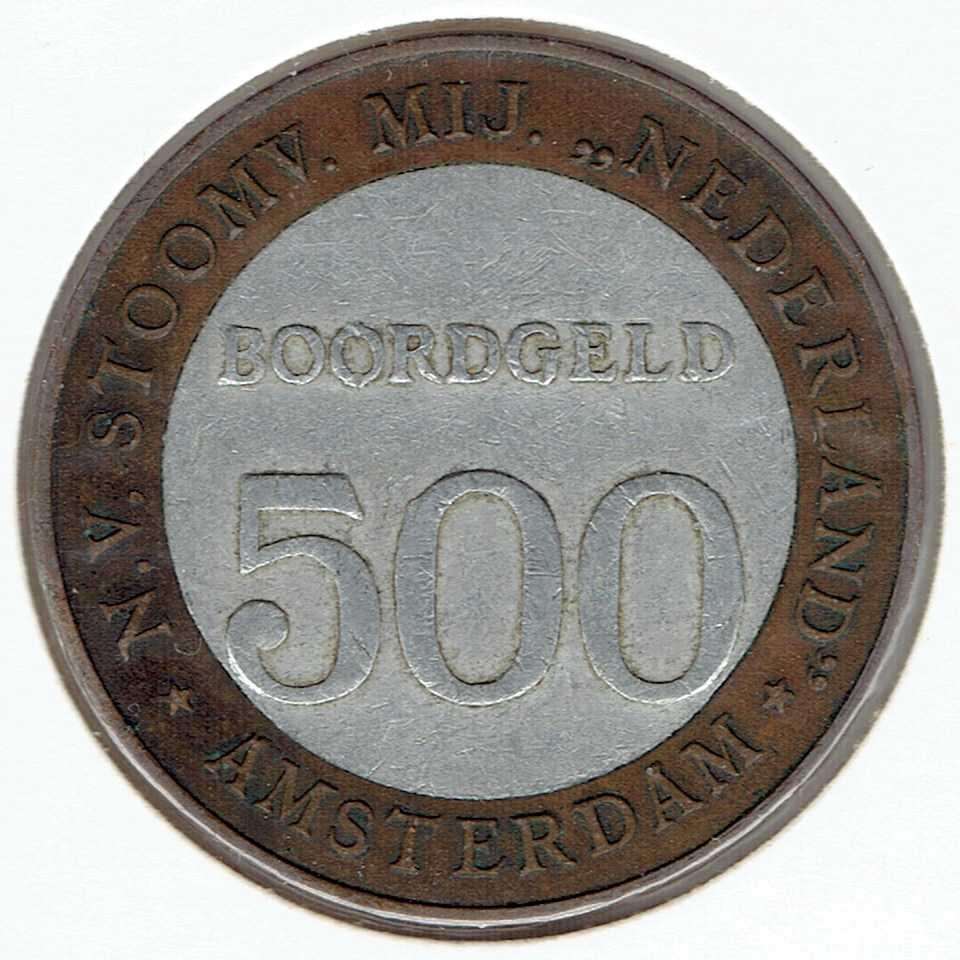
Корабельные деньги. SMN 500 центов.

Денежный знак, символические деньги — знак стоимости, форма наличных денег, стоимость физического носителя которых существенно ниже обозначенной на нём номинальной (нарицательной) стоимости. Прежде всего это неполноценные монеты и банкноты, в которых выпускаются большинство современных валют.
Денежными знаками также называют любые формы представления денег, участвующих в обращении.

## История

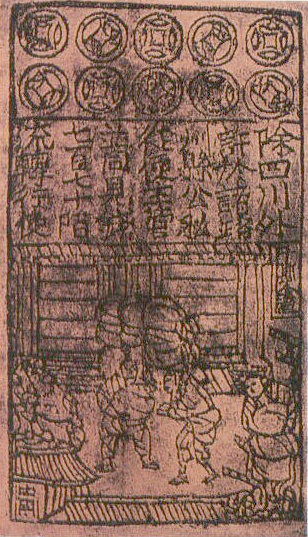
Бумажные деньги Империи Сун (960—1279)

Первыми универсальными инструментами денежного обращения были полноценные слитки, а затем монеты из благородных металлов (золото, серебро) и их сплавов (электрум), а также из меди или бронзы, реже из олова, железа, свинца и сплавов на их основе (см. «Монетные металлы»). Первый шаг к превращению их в денежные знаки — естественное стирание в процессе обращения, то есть потеря части металла, в результате чего реальное металлическое содержание становилось меньше номинального, и из полноценных (действительных) денег монеты превращались в знаки стоимости, представителей действительных денег — в денежные знаки. Следующий шаг — искусственное снижение содержания в монете драгоценного металла или на уровне самого эмитента (порча монеты), или на уровне его подданных (обрезывание монет). Выпуск из драгоценных металлов полноценных монет, участвующих в обращении (полноценная ходячая монета), основные мировые державы продолжали до начала Первой мировой войны, а для некоторых территорий — до середины XX века (см. «Талер Марии Терезии»), после чего все они перешли на выпуск неполноценных монет. В России до 1654 года выпускались исключительно полноценные монеты. В ходе денежной реформы Алексея Михайловича была предпринята попытка ввести в обращение неполноценные медные монеты, однако этот опыт оказался неудачным (см. «Медный бунт»). Следующая попытка была предпринята в ходе реформы Петра I, после которой неполноценные монеты надолго утвердились в денежной системе России. В настоящее время как в России, так и в других странах мира полноценные монеты выпускаются почти исключительно в виде памятных и других фактически не участвующих в обращении типов монет.
Первые деньги из бумаги (см. «Банкнота») появились в Китае в IX веке. Сначала это были частные кредитные деньги, а с первой половины XI века (по другим данным, с первой половины IX века) они стали государственными. В 1236 году бумажные деньги начали изготавливать в Монголии, в 1294-м — в Персии, а в период с 1319 по 1331 год они появились в Индии и Японии. Первые банкноты в Европе были выпущены в 1661 году Стокгольмским банком (по некоторым данным, первенство в выпуске первых банкнот Европы принадлежит основанному ещё в 1407 году генуэзскому Дому Святого Георгия; итал. Casa di San Giorgio, современный Банк Сан-Джорджо). В России первые бумажные деньги были отпечатаны в 1769 году (см. «Ассигнации»).
В настоящее время денежные знаки в форме неполноценных монет и банкнот — господствующие инструменты наличного денежного обращения.

## Разновидности денежных знаков

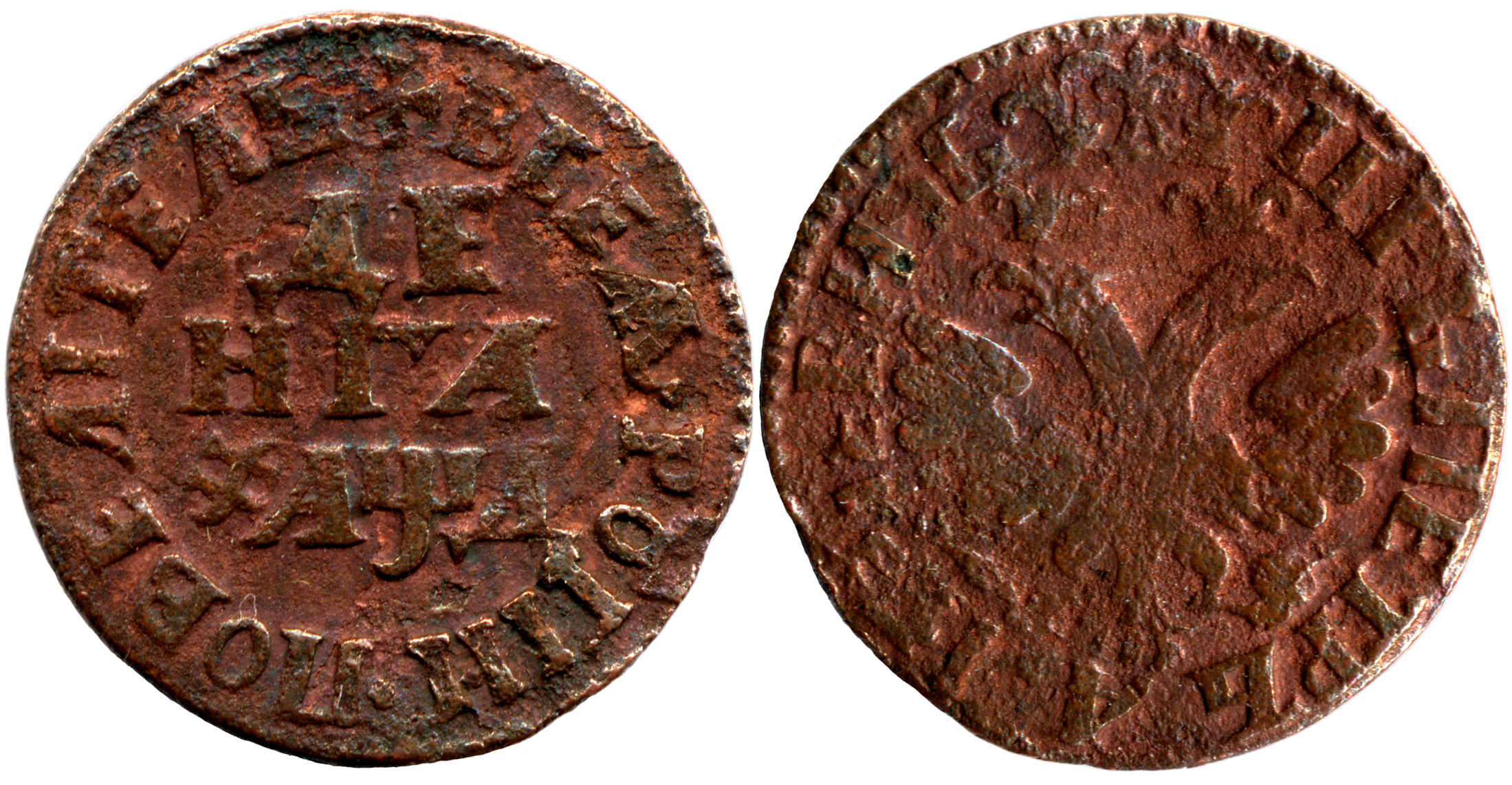
Медная денга 1704 года — один из первых денежных знаков России

Согласно Нумизматическому словарю Владимира Зварича, основными разновидностями денежных знаков являются:
- неполноценные монеты, в частности[9],
  - разменные монеты[22];
- бумажные деньги (бумажные знаки стоимости):
  - бумажные деньги как таковые, как денежные знаки, выпускаемые государством и обычно неразменные на золото или серебро[23],
  - банкноты, банковские билеты как основная разновидность кредитных денег, как специфические векселя, которые выпускаются эмиссионными банками[24].

Согласно Словарю нумизмата 1993 года, к основным типам бумажных денежных знаков (банкнот) относятся:
- классические банкноты, обеспеченные банками и разменные на золото и/или серебро,
- казначейские обязательства и облигации, имеющие силу законного платежного средства,
- обычные бумажные деньги, то есть бумажные денежные знаки, выпускавшиеся вначале как государственные процентные бумаги, не подлежавшие обмену на золото, но с принудительным курсом по отношению к благородному металлу.

К денежным знакам обычно не относят такие разновидности кредитных денег, как
- чек,
- вексель.

Денежными знаками (в узком значении термина) не являются:
- полноценные ходячие монеты из драгоценных металлов (золотые червонцы, серебряные ефимки с признаком, платиновые рубли 1828—1845 годов),
- полноценные ходячие монеты из недрагоценных металлов (бронзовые либральные ассы, медные платы).

Разновидностями денежных знаков являются (подробнее см. раздел «Бумажные денежные знаки России»)
- банковские билеты, банкноты (например, билеты Банка России), в том числе
  - кредитные билеты (государственные кредитные билеты образца 1898—1899 годов),
  - депозитные билеты (билеты Депозитной кассы);
- государственные процентные или беспроцентные ценные бумаги, а именно
  - казначейские билеты или казначейские знаки (керенки),
  - расчётные знаки или денежные знаки (совзнаки),
  - ассигнации (билеты Государственного ассигнационного банка России),
  - другие инструменты денежного обращения;
- разменные монеты (в узком значении термина — «неполноценная монета для мелких расчётов»);
- общегосударственные, региональные, частные деньги чрезвычайных обстоятельств и денежные суррогаты (марки-деньги, расчётные купоны и талоны, жетоны и токены, деньги лагерей военнопленных и другие).

## Бумажные денежные знаки России

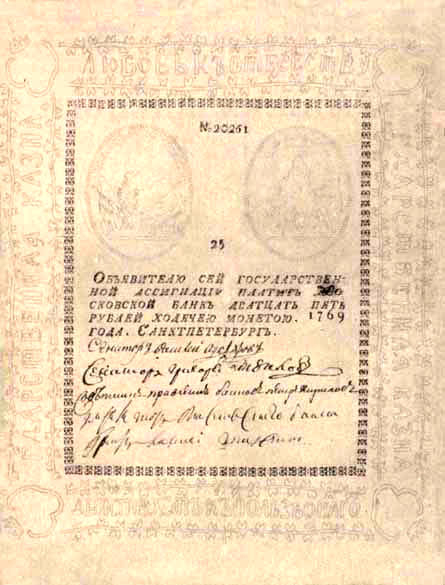
Ассигнация 1769 года достоинством 25 рублей — первые бумажные денежные знаки России

В данном разделе представлены некоторые классификации бумажных денежных знаков России (Российской империи, Российской республики, РСФСР, СССР и Российской Федерации). Ни одна из них не является общепринятой.

### КлассификацияКардакова(1925 год)
Основная:
- Бумажные деньги России с 1769 по 1896 год
- Бумажные деньги конца Российской империи и периода войны и революции 1898—1924 годов
- Боны необязательного обращения периода 1914—1925 годов

По эмиссионному признаку:
- Знаки государственного значения
- Областные
- Знаки военных группировок и других властей

### Классификация Вязельщикова в части местных выпусков (1926 год)
- Выпуски городских или местных самоуправлений
- Банков, сберкасс и кредитных товариществ
- Лагерей военнопленных
- Правительственных учреждений
- Фабрик, заводов и промышленных предприятий
- Кооперативов и их объединений
- Аптек, торговых фирм и предприятий
- Ресторанов, кафе, столовых, булочных, кондитерских
- Клубов, обществ и собраний
- Церквей, домов религиозного культа, театров и кинематографов

### Классификация Санина в части выпусков Российской империи (1926 год)
- 1-й выпуск. Ассигнации 1769—1785 годов
- 2-й выпуск. Ассигнации 1786—1818 годов
- 3-й выпуск. Ассигнации 1819—1843 годов
- 4-й выпуск. Билеты Депозитной кассы Государственного коммерческого банка 1840 года
- 5-й выпуск. Государственные кредитные билеты 1843—1865 годов
- 6-й выпуск. Государственные кредитные билеты 1866—1886 годов
- 7-й выпуск. Государственные кредитные билеты 1887—1895 годов
- 8-й выпуск. Государственные кредитные билеты 1892—1896 годов
- 9-й выпуск. Реформа 1895 года (Депозитные квитанции)
- 10-й выпуск. Государственные кредитные билеты 1898—1899 годов
- 11-й выпуск. Государственные кредитные билеты 1905—1909 годов
- Предреволюционная эпоха. 1915 год

### Классификация Сенкевича (1983 год)
По эмитентам:
- Общегосударственные эмиссии:
  - Дореволюционные общегосударственные эмиссии денежных знаков
  - Советские общегосударственные денежные эмиссии
- Обязательные выпуски на местах:
  - Денежные знаки, выпущенные советскими правительствами и властями на местах
  - Выпуски обязательных денежных знаков разными местными правительствами и властями
  - Обязательные денежные знаки местных учреждений и организаций
- Местные необязательные выпуски:
  - Выпуски необязательных знаков разными местными организациями и предприятиями
  - Боны частновладельческих фирм и предприятий

По условиям и характеру обращения:
- Обязательные
  - Общегосударственные — для хождения по всей территории страны:
    - Дореволюционные эмиссии:
      - Государственные ассигнации
      - Билеты Депозитной кассы Государственного коммерческого банка
      - Кредитные билеты Сохранных Казён и Государственного заемного банка
      - Государственные кредитные билеты
      - Депозитные металлические квитанции Государственного банка
      - Билеты (разменные). Деньги-марки
      - Казначейские знаки

    - Советские эмиссии:
      - 5%-ные краткосрочные обязательства Государственного казначейства
      - Облигации займа Свободы четырёх младших достоинств
      - Билеты Государственного казначейства (серии)
      - Купоны (срочные по 1 декабря 1917 года) государственных процентных бумаг (по перечню)
      - Расчетные знаки РСФСР
      - Государственные кредитные билеты (дореволюционного образца, не выпускавшиеся, ранее)
      - Обязательства РСФСР
      - Государственные денежные знаки РСФСР, позднее СССР
      - Банковые билеты Государственного банка РСФСР
      - Платежные обязательства НКФ РСФСР, позднее СССР
      - Транспортные сертификаты НКПС
      - Билеты Государственного банка СССР
      - Без названия (разменные билеты)
      - Государственные казначейские билеты СССР

  - Обязательные выпуски на местах (знаки ограниченного хождения, а именно в пределах территории или местности, контролировавшейся эмитентом, который объявлял знаки своего выпуска обязательными к приему в платежи):
    - Выпуски советских правительств и властей: республиканские, зональные, краевые, областные, городские, уездные и другие (эмитентами являлись: ревкомы, советы депутатов, исполкомы, совнаркомы). К этой же группе относятся денежные знаки Ташкентского отделения Народного банка Туркестанского края, а также Пятигорского отделения Народного банка, как санкционированные СНК РСФСР прямыми постановлениями
    - Обязательные денежные знаки, выпущенные разными несоветскими правительствами и властями на местах, включая: республики, державы, думы, рады, управы, земства, самоуправления, магистраты, комиссариаты, муниципалитеты; военные командования и власти; оккупационные власти
    - Обязательные денежные знаки местных учреждений и организаций, в числе которых: конторы и отделения Государственного (Народного) банка, местные банки, отделения Государственного казначейства, сберегательные кассы; другие финансовые и кредитные учреждения и организации, выпуск бон которых санкционирован местными властями или гарантирован и акцептован отделением Госбанка. Негарантированные выпуски банков, кредитных, коммерческих, акционерных, ссудо-сберегательных и других аналогичных организаций. Выпуски учреждений и организаций общегражданского характера: продовольственных управ, комитетов, отделов, управлений, советов, отделов городского, коммунального хозяйства и т. п. Выпуски военно-промышленных комитетов, промышленных, производственных, строительных, транспортных, сельскохозяйственных объединений, управлений и других организаций, их предприятий и подразделений. Выпуски кооперативных объединений и союзов потребительской, промысловой, сельскохозяйственной кооперации. Обществ потребителей и кооперативов. Выпуски учреждений и организаций социального обеспечения и здравоохранения. Выпуски общин, объединений, союзов административного характера, в том числе национальных и религиозных
- Необязательные:
  - Знаки государственных и кооперативных предприятий, а именно: торговых фирм, магазинов, аптек, учебных заведений, обществ, собраний, клубов, театров, кино, цирка, ипподромов, казино, лото, ресторанов, кафе, столовых, буфетов
  - Частновладельческие фирмы и предприятия (аналогично вышеуказанных, но с частной формой собственности)
- Знаки специального назначения:
  - Контрамарки за обывательскую подводу, применявшиеся в XIX веке
  - Лагерные выпуски в России для военнопленных первой мировой войны
  - Товарные книжки «Главзолото»
  - Товарные ордера «Торгсин»
  - Талоны треста «Арктикуголь»
  - Дорожные чеки Госбанка СССР
  - Сертификаты и чеки Внешпосылторга

### Классификация Рябченко (2002 год)
- Общеобязательные боны:
  - Общегосударственные выпуски (дензнаки, выпущенные от имени федерального или национального верховного уровня законной власти, а также надпечатки на государственных займах и купонах от них, применяемых в качестве денег)
  - Местные выпуски (временные выпуски денег, произведенные от имени различных региональных и местных органов власти; «выпуски денег крупных обществ и предприятий, влияющих на политику и экономику населенного пункта и имеющие в определенный момент времени большую ликвидность, чем государственные деньги»)
  - Военные выпуски («выпуски не обеспеченных бумажных денег от имени оккупационных властей — деньги вторжения и освобождения»)
  - Лагерные деньги (денежные выпуски от имени репрессивных органов на территориях лагерей военнопленных или концентрационных лагерей)
  - Выпуски органов соцобеспечения местных советов, самоуправлений (выпуски для получения бесплатных продуктов необеспеченным слоям населения)
- Частные выпуски:
  - Выпуски организаций, предприятий, небольших ведомств, применяемые для выплаты зарплаты полностью или частично, на добровольных началах
  - Товарные целевые выпуски предприятий для получения хлеба, молока, мяса, проезда на транспорте
  - Выпуски для получения продукции собственного предприятия
  - Совместные выпуски нескольких предприятий для взаимооплаты предоставляемых друг другу услуг
- Хозрасчетные деньги:
  - Выпуски 30-х годов XX века, применяемые с целью экономии государственных денег и дальнейшего их использования в бездоходных мероприятиях (укрепление обороны страны)
  - Выпуски сельскохозяйственных и других предприятий, в которых созданы арендные подразделения и коллективы
  - Созданная «валюта» для частных банков с/х предприятий
- Рекламные деньги:
  - Деньги, получаемые в магазине при оплате покупки в размере определенного процента от стоимости покупки
  - Деньги, получаемые бесплатно при проведении различных рекламных мероприятий, презентаций, и принимаемые в счет стоимости покупки
  - Деньги, печатаемые непосредственно в средствах массовой информации (газетах, журналах) для вырезания и дальнейшего применения при оплате товара в указанных магазинах
- Тессеры (различные талоны и купоны «на дозирование продуктов, промтоваров и бытовой техники или вообще ограничение применения сумм денег населением»)
- Избирательные деньги, направляемые на подкуп избирателей во время выборной кампании

### Классификация Алямкина и Баранова (после 2004 года)
- Знаки общегосударственного значения:
  - Общегосударственные выпуски:
    - Империя
    - Временное правительство
    - РСФСР
    - СССР
    - РФ

  - Выпуски государств, входящих в состав Империи:
    - Аляска
    - Великое Княжество Финляндское
    - Польша (российская администрация 1830—1866 годов]

  - Министерские выпуски:
    - Министерство обороны («контр-марки»)
    - Морское министерство
    - Таможня (депозитные металлические квитанции)
    - Министерство (Наркомат) путей сообщения (транспортные сертификаты)
    - Министерство (Наркомат) финансов (платёжные обязательства)
    - Министерство внутренних дел (ОГПУ)
    - Торгсин
    - Чеки Внешпосылторга
    - Министерство морского флота (трест «Арктикуголь»)

  - Советские военные оккупации:
    - Австрия
    - Венгрия
    - Германия
    - Маньчжурия
    - Румыния
    - Северная Корея
    - Чехословакия

  - Знаки необязательные к обращению, но обязательные к приему в государственные платежи:
    - Билеты Государственного банка (три выпуска)
    - Билеты Государственного казначейства (пятнадцать выпусков)
    - Краткосрочные обязательства Государственного казначейства («высокие» и «длинные»)
- Знаки регионального значения:
  - Центр
  - Север
  - Северо-запад (возможно разделение данного раздела между предыдущей и следующей категориями)
  - Запад
  - Юго-запад
  - Юг
  - Северный Кавказ
  - Закавказье
  - Туркестан
  - Урал и Западная Сибирь
  - Восточная Сибирь
  - Дальний Восток
  - Китай и Монголия (возможно присоединение данного раздела к предыдущему)
- Знаки частного значения

### Классификация Соколова в частивоенных денег(2010 год)
- Оккупационные денежные знаки
- Денежные знаки освобождения
- Частные военные платёжные инструменты
  - армейские платёжные средства
  - боны для лагерей военнопленных[28]